# أربيان ديديمي
أربيان ديديمي (الاسم العلمي: Anthemis didymaea) هو نوع نباتي يتبع جنس الأربيان من الفصيلة النجمية.

## الموئل والانتشار
في بلاد الشام.